# Chlamisus flavidus
Chlamisus flavidus är en skalbaggsart som beskrevs av Karren 1972. Chlamisus flavidus ingår i släktet Chlamisus och familjen bladbaggar. Inga underarter finns listade i Catalogue of Life.